# 末期養子
末期養子（まつごようし）は、江戸時代、武家の当主で嗣子のない者が事故・急病などで死に瀕した場合に、家の断絶を防ぐため緊急に縁組された養子のことである。これは一種の緊急避難措置であり、当主が危篤状態から回復した場合などには、その縁組を当主が取り消すことも可能であった。当主が既に死亡しているにもかかわらず、周囲の者がそれを隠して当主の名において養子縁組を行う場合も指す。

## 禁止と解禁の経緯
江戸時代初期には、大名の末期養子は江戸幕府によって禁じられていた。武家の家督を継ぐためには、主家（大名にとっては徳川将軍家が主家ということになる）に事前に届出をして嫡子たることを認められる必要があり、末期養子はこの条件を満たすことができない。御目見以上の格の大名家においては、さらに将軍との謁見（御目見）を済ませておくことも必要とされた。末期養子がこのように厳しく禁じられたのは、次のような事情による。
まず、末期養子においては当主の意思の確認が困難であったことが挙げられる。家臣などが当主を暗殺して、彼らに都合の良い当主に挿げ替えるなどの不法が行われる事態を危惧したものである。しかし最も重要な理由として、幕府が大名の力を削ぎ統制を強めることに大いに意を用いていたことが挙げられる。末期養子の禁止もその手段の一つとして活用されたのである。
支配体制のいまだ確立していない江戸時代初期には特に顕著で、幕府の成立から3代将軍徳川家光の治下にかけて、嗣子がないために取り潰される大名家が続出し、61家に上った（改易#江戸時代以降の改易中、改易理由が「無嗣断絶」となっているものを参照）。これは幕藩体制を確立するために大いに役立った。しかしその反面、それらの大名家に仕えていた武士たち（陪臣、陪々臣など）は浪人となる他なく、社会不安も増すことになった。
それが極限に達したのが、慶安4年（1651年）に起きた慶安の変である。由井正雪ら浪人が徒党を組んで幕府転覆を企てたこの事件は、幕府の大名統制策が新たな不安定要因を生み出していたことをはっきりと示していた。またこれより前、寛永14年（1637年）から翌年にかけて起こった島原の乱においても、多くの浪人が一揆に加わったことがその鎮定を困難にしたとされる。慶安5年（1652年）の承応の変と合わせて、これらの出来事は武断政治から文治政治への転換を促した。

### 解禁
このような事情と、幕府の支配体制が一応の完成を見たことから、慶安4年12月11日に保科正之の主導により、幕府は末期養子の禁を解いた。とはいえ、末期養子の認可のためには、幕府から派遣された役人が直接当主の生存と養子縁組の意思を確かめる判元見届という手続きが必要であり（ただし、後に当主生存の確認は儀式化する）、無制限に認められたわけではなかった。また、末期養子を取る当主の年齢は17歳以上50歳未満とされており、範囲外の年齢の当主には末期養子は認められていなかった。17歳未満の者が許可されるのは寛文3年（1663年）、50歳以上の者が許可されるのは天和3年（1683年）になってからであった。それも当初は米沢藩の上杉綱憲の相続のように、全ての所領を相続できず減知されるといった代償が存在した。
その後もこの規準は公式には遵守されており、享保4年（1719年）に安芸広島藩の支藩三次藩主浅野長経が公式上13歳（実際は11歳）のために末期養子が認定されず改易となり、宗家にあたる広島藩に所領が併合され、藩士は広島藩士に転籍している。また、元禄6年（1693年）に備中松山藩主水谷勝美が親族の水谷勝晴を末期養子としたものの、その直後に当の勝晴が正式な家督相続前に亡くなった際には、「末期養子の末期養子」は認められず、水谷家は改易となっている。
養子を取る当主の、17歳以上という年齢の制限や御目見を済ませたという制約条件は、将軍が諸大名や家臣に対して自身への奉公、あるいは将来の奉公を前提に相続を認めるという建前によるものであった。

### 諸藩の対策と形骸化
このために、諸藩では早い段階で嗣子が不在か末期養子が適用できる年齢に満たない場合は、末期養子の適用が可能な年齢の一族を仮養子や中継ぎに立てることや、当主死亡を幕府に届けるのを遅らせた上で嗣子の年齢詐称を行ったりしている。後者の場合、何らかの理由を付けて認められるのが常であり、形骸化していた（下総大輪藩主の土井利直が手続不備を咎められて減封処分により大名格を喪った例はある）。より軽格の旗本御家人などの場合、当主の年齢が17歳に満たないことが明らかであっても当人が17歳と称した場合にそれを認める（勝小吉の勝家相続のケース）など、幕府側が露骨に不正を黙認した例もある。それどころかそういった備えが出来ないまま末期養子の禁に抵触しそうな場合には、藩主のすり替えが、時には幕閣の示唆で行われたことすらあった。

#### 藩主のすり替えの例
- 延享元年（1744年）12月11日、越後高田藩主の榊原政純（小平太）が10歳で病死した。将軍への正式な御目見もまだであり、養嗣子の届けも出していなかったため、徳川四天王の名門である榊原家は断絶の危機に陥るが、幕閣の許可を得た上で、出生が1年と違わぬ弟の政従（富次郎）とすり替えることとした。政従は小平太政純として将軍徳川家重に御目見し、榊原家の家督を相続した。のちに何度か改名し、隠居後に榊原政永を名乗った。
- 宝暦12年（1762年）に肥後人吉藩において相良晃長が11歳で病死した際には、非公式なうちに姻戚の公家から迎えた相良頼完が相続し、幕府には晃長が病気全快して後に頼完と改名したということにした。
- 明和6年（1769年）に豊後臼杵藩において、稲葉副通が父泰通の死去による家督相続を行ったが、その1年足らずのち、御目見もまだのうちに16歳で急死した。藩は慌てて庶兄の稲葉弘通が父の死後ただちに家督を相続したこととし、副通の相続はなかったものとした。
- 安永6年（1777年）に備中生坂藩（備前岡山藩の支藩）において、池田政房が同様に父政弼の死去による家督相続から1年足らずのうちに3歳で夭逝した際には、宗家の岡山藩主の庶子が密かに江戸に迎えられて替え玉に立てられ、同名を名乗った。後に池田政恭と改名した。
- 天明5年（1785年）に対馬藩主宗猪三郎が初御目見なしに15歳で死去した際、対馬藩家老が幕閣に内密に相談すると、他家において藩主急死の際に別人を替え玉に仕立てた例を示唆され、猪三郎の弟富寿に同名を名乗らせるという藩主すり替えを行っている（富寿は元服後に義功と名乗ったため、猪三郎も義功の名で呼ばれる）。

以後も次のような藩主すり替えが行われている。これらは幕府に対しては内密で行われた。
- 文政4年（1821年）に陸奥盛岡藩（11代 南部利用→南部利用：同名を名乗る）
- 文政10年（1827年）に播磨赤穂藩（10代 森忠貫→森忠徳）
- 天保4年（1833年）に筑後柳河藩（10代 立花鑑広→立花鑑備）

また、文政8年（1825年）には備中鴨方藩（岡山藩の支藩）において、極めて病弱ながら存命であった池田政広とその弟の政善を、初御目見の前にすり替えることが行われた。
こうしたすり替えは多くの場合、すり替えても不自然ではない年齢で血筋上も妥当な相続者（高田藩、臼杵藩、対馬藩、赤穂藩、柳河藩、鴨方藩のケースでは兄弟）を一族内から選び、藩内で内密に行われたが、人吉藩のケースでは両者とも他家（姻戚関係はあった）からの養子であった。

#### 藩主死亡を幕府に届けるのを遅らせた例
- 熊本藩（細川家）の例
延享4年（1747年）8月15日、藩主細川宗孝は江戸城内にて、旗本板倉勝該に突然斬りつけられ殺害された。人違いで被害を被ったのであったが、宗孝に実子はなく、養子も立てておらず、さらに殿中での刃傷であり喧嘩両成敗の適用も考えられ、さらには一方的に殺傷されたことは武士としての心得が足りないとも理由付けられ、犯人の板倉共々に改易・絶家となりかねなかった。たまたま居合わせた仙台藩主伊達宗村が機転をきかせ、宗孝が既に絶命している状況を察しつつも「まだ息がある」とその場の者に主張した上で、宗孝を連れ帰り手当するよう細川家臣に助言した。家臣たちは存命を装って宗孝の遺体を藩邸に運び込んだ。そして、細川家は宗孝の弟の重賢を急ぎ末期養子として届け出を出し、幕閣も全て承知の上でこれを受理した後、細川家は翌日に宗孝が手当の甲斐なく死去した、と報告した。
- 仙台藩（伊達家）の例
寛政8年（1796年）7月27日に藩主伊達斉村が後継者を決めないまま急死した時、長男の周宗は乳児、次男の斉宗が生まれたのは翌月だったため、幕府はおろか藩内にも機密扱いとした上で、同年8月1日に斉村の病気回復が遅れている旨が幕府に報告され、藩内には同年8月12日に死去したと公表の上で3日後、幕府に斉村の病気療養を理由として、周宗を末期養子としての相続願いが出され、10月29日に周宗が家督を相続した。
- 土浦藩（土屋家）の例
文化7年（1810年）10月15日、藩主土屋寛直は16歳で死去した。藩は寛直の存命を装った上で、進退伺いを幕府に提出した。その内容は、病弱で継嗣もなく領地奉還をしたいとまで申し出る一方、養子相続の希望も出すというものであった。土屋家の祖先の勲功を理由に養子が認められ、水戸徳川家から彦直が婿養子（養女になった妹の婿）に入り、寛直は翌文化8年（1811年）10月2日に17歳で死去したと発表の後、彦直が家督を相続した。
- 佐土原藩（島津家）の例
天保10年（1839年）4月7日、藩主島津忠徹が参勤交代で江戸へ向かう途中、東海道草津宿本陣（現在の滋賀県草津市）にて急死した。幕府への継嗣の届け出はなされておらず、家臣らは本陣の協力を得て忠徹の死を秘し奔走した。5月25日に三男忠寛への跡目相続の許可が下り、翌26日に忠徹の死が公表された[2]。
- 土佐藩（山内家）の例
嘉永元年（1848年）9月18日、藩主山内豊惇が、先代藩主豊熈の死により家督を相続したが、2週間弱の後に急死した。藩は幕閣に根回しして、豊惇は表向きには病気のため隠居したことにし、翌年2月に死が公表された。その間に、分家の豊信（容堂）が家督を相続した。
- 笠間藩（牧野家）の例
嘉永3年（1850年）3月29日、藩主牧野貞久は16歳で死去した。藩は末期養子が可能な年齢の下限（17歳）まで貞久の存命を装って、翌嘉永4年（1851年）2月10日に死去したと発表し、一族の貞直を養子として家督を相続した。
- 彦根藩（井伊家）の例
安政7年（1860年）3月3日、桜田門外の変で大老の藩主井伊直弼が殺害されたが、混乱を恐れた幕府によって表向きには負傷によりしばらく休養とされた。そのため墓所に記された没日も、表向きの命日で3月28日とされている。直弼は3月晦日に大老職を正式に免じられ、閏3月晦日に死が公表された。その間、3月10日に彦根藩は幕府に直弼の次男の直憲を嫡子とする旨を届け、4月28日に至って家督相続を許された。

#### 当主の御目見なしで養子が認められた例
- 上山藩（藤井松平家）の例
享保17年12月12日（1733年）、藩主松平長恒は生来病弱で藩政を執れなかったため、分家から信将を養子に迎え、家督を譲って隠居した。長恒は将軍への御目見を果たしていなかったが、親族の合意で相続を願い出て、藤井松平家が徳川（松平）家の庶流一族であることから、特例としてそれが認められる形となった。
しかし異説として、長恒は享保13年（1728年）10月4日に13歳で病死しており、その後は家臣団によって長恒の影武者に家臣の子が立てられ、末期養子出願の基準となる17歳までしのいだ後に松平家の正当な血を引く縁者への家督相続が進められた、ともされる。
- 宮津藩（本庄松平家）の例
宝暦11年（1761年）4月25日、藩主松平資昌は病弱のため将軍に奉公が出来ないとして、領地の返上、または養子を貰い受け隠居することを願い出た。5月3日に幕府から養子相続と隠居の許可が下り、資昌は11月27日に家督を養子の資尹に譲って隠居し、翌宝暦12年（1762年）1月18日に19歳で死去した。資昌は将軍への御目見を果たしていなかったが、親族合意の願い出を受け、本庄松平家の桂昌院との縁から特例として家の存続が認められた。
- 秋月藩（黒田家）の例
天明4年（1784年）2月10日、藩主黒田長堅は15歳で死去した。初御目見前であり、実子も養嗣子もなく、宗家の福岡藩黒田家と相談して、初め人吉藩の例と同様に姻戚の公家（ただしこちらは血縁関係があった）唐橋在家の子を替え玉にすることが計画されたが、これは断念された。結局、長堅の存命を装った上で隠居願いを出し、高鍋藩秋月家から黒田家の血を引き長堅より年長の長舒を迎え、家督を継がせることになった。本来は末期養子が可能な年齢でさえなかったが、当時は宗家の黒田斉隆（一橋家からの養子）も幼少で、長崎警備の任に堪えうる者を選んで黒田家を継がせたいと願い出て、それが認められる形となった。表向きは、長堅は天明5年（1785年）に隠居して同年に16歳で死去したとされた。
- 仙台藩（伊達家）の例
文化6年（1809年）、藩主伊達周宗は14歳で疱瘡にかかった。回復の兆しがないため、文化9年（1812年）に弟の斉宗を末期養子に定めて隠居し、間もなく同年に17歳で死去した。初御目見前であったが、周宗は11代将軍徳川家斉の娘と婚約していたため、特例として認められた。
しかし、実際には周宗は発病後間もなく死亡しており、以後は存命を装っていたとも伝えられている。

#### 明らかな無嗣にもかかわらず改易を回避した例
上述のように幕藩体制が安定して以降、幕府は次第に改易を控えるようになっていく。無嗣で藩主が死去しても、由緒のある家であれば事情を考慮して縁者に相続が許されることもあった。
- 親藩の例
  - 御三卿は独立した「家」でなく徳川将軍家の家族・身内（いわゆる「部屋住み」）として扱われており、当主が不在となっても屋敷や領地、家臣団が解体されずに家の存続が許され（明屋敷という）、将軍に新たな庶子が生まれた場合、明屋敷の家を相続させた。この場合、その「家」は名目上の家臣団（幕臣の出向による）と前当主の正室（存在していれば）から構成されることになる。
  - 御三家や御家門などの重要な家は、藩主が無嗣で死去しても適当な血筋の者に跡を継がせることで存続が許された。尾張徳川家（五郎太→継友→宗春）、越智松平家（武揚→武成）などの例が挙げられる。
- 米沢藩（上杉家）の例
寛文4年（1664年）閏5月7日、藩主上杉綱勝は実子もなく、継嗣も指名しないまま急死した。綱勝の岳父である保科正之の計らいにより、事前に保科が届け出を受け取っていたが手元にとどめていたことにして、綱勝の妹富子と吉良義央の長男で前年に生まれたばかりの三之助（上杉綱憲）を末期養子とすることで上杉家の存続が許された。ただし、所領は30万石から15万石に半減となった。
- 古河藩（土井家）の例
延宝3年（1675年）閏4月29日、藩主土井利久は10歳で急死した。祖父の利勝の功績などが考慮され、下妻藩主として分家して本家相続からは外されていた兄の利益に本家の相続が許された。ただし、旧下妻藩領1万石と、本家所領10万石のうち6万石を相続、合わせて7万石という減封になった。
- 郡上藩（遠藤家）の例
元禄5年（1692年）3月30日、藩主遠藤常久が7歳で急死した。同藩で続いていた御家騒動も絡み、改易は避けられない状況となった。ところが幕府より、藩祖・遠藤慶隆の関ヶ原の戦いにおける戦功を考慮した特例として、旗本白須正休の長男・数馬を養子に迎えることを条件に、藩の存続を認める指示が出された。数馬は遠藤家の姻族である大垣新田藩主・戸田氏成の養子となった上で、改めて常久の養嗣子（転養子）となり、遠藤胤親と名を改めて家督を相続した。遠藤家は近江三上藩に減移封されたものの、改易は免れた。数馬の母は将軍徳川綱吉寵愛の側室・お伝の方の妹であり、綱吉がお伝の方のために甥を取り立てたものであった。